# Gjon Karma
Gjon Karma (ur. 18 marca 1915 w Szkodrze, zm. 13 stycznia 1994 w Tiranie) – albański aktor i dramaturg.

## Życiorys
W 1932 zadebiutował na scenie, występując z amatorską grupą teatralną Bogdani w rodzinnej Szkodrze. Pracę aktora zawodowego podjął w 1945, będąc jednym z organizatorów Teatru Ludowego, przemianowanego potem na Teatr Narodowy (alb. Teatri Kombetar). Na scenie narodowej zadebiutował w komedii Guido. Zagrał na niej ponad 100 ról. Zyskał szczególną popularność jako odtwórca roli Kukaleshiego w komedii Prefekti Besima Levonji. Dla sceny narodowej napisał jednoaktową komedię "Qypi me flori", która miała swoją premierę w 1945. Występował także w programach satyrycznych w Radiu Tirana.
Na dużym ekranie zadebiutował w 1961 drugoplanową rolą Jorgo w filmie fabularnym Debatik. Zagrał potem jeszcze w 8 filmach fabularnych - były to głównie role epizodyczne.
W 1976 przeszedł na emeryturę. Przez kolejne 15 lat sprawował pieczę nad archiwami Teatru Narodowego. Był także autorem kilku artykułów, poświęconych amatorskiemu ruchowi teatralnemu.
Został uhonorowany przez władze Albanii tytułem Zasłużonego Artysty (alb. Artist i Merituar).

## Role filmowe
- 1961: Debatik jako Jorgo
- 1964: Toka jone jako Simon
- 1969: Perse bie kjo daulle jako księgowy
- 1972: Ndergjegja jako Veliu
- 1978: Koncert ne vitin 1936 jako przewodniczący rady miejskiej
- 1978: Kur hidheshin themelet
- 1979: Gryka e nëmur jako Ndue
- 1979: Çeta e vogël jako Bib Kuka
- 1981: Një natë pa dritë jako podprefekt
- 1983: Fundi i nje hakmarrjeje jako Seit Beci
- 1984: Vendimi jako Miço Falli
- 1985: Te paftuarit jako oficer policji
- 1990: Një vajzë e një djalë jako stary człowiek w autobusie